# Marçal Justen Filho
Marçal Justen Filho (Curitiba, 1º de março de 1955) é um jurista brasileiro. Foi Professor Titular da Faculdade de Direito da Universidade Federal do Paraná (UFPR) de 1986 a 2006.

## Atuação
Ganhou notoriedade por seus trabalhos na área do Direito Público, especialmente em regulação, licitações e contratos administrativos. Suas obras mais conhecidas são:  Comentários à Lei de Licitações e Contratações Administrativas - Lei 14.133/2021 (2. ed., RT/Thomson Reuters Brasil, 2023); Curso de Direito Administrativo (14. ed., Forense, 2023); e Comentários à Lei de Licitações e Contratos Administrativos (18. ed., RT/Thomson Reuters Brasil, 2019).Também publicou: Reforma da Lei de Improbidade Administrativa: Lei 14.230 comparada e comentada (Forense, 2021); Introdução ao Estudo do Direito (Forense, 2. ed., 2021); Comentários à Lei de Contratos de Publicidade da Administração - Lei 12.232/2010 (Fórum, 2020); Comentários ao RDC (Dialética, 2013); Pregão: comentários à legislação do pregão comum e eletrônico (Dialética, 6. ed., 2013); O Estatuto da Microempresa e as Licitações Públicas (Dialética, 2. ed., 2007); Teoria Geral das Concessões de Serviço Público (Dialética, 2003); O Direito das Agências Reguladoras Independentes (Dialética, 2002); Concessões de Serviços Públicos (Dialética, 1997); Desconsideração da Personalidade Societária no Direito Brasileiro (RT, 1987); Sujeição Passiva Tributária (CEJUP, 1986) e O Imposto Sobre Serviços na Constituição (RT, 1985). Organizou a obra Estatuto jurídico das empresas estatais: Lei 13.303/2016 (RT, 2016). Em 2022, publicou a coletânea Publicistas. Direito Administrativo sob tensão (Fórum, 2022), em conjunto com Carlos Ari Sundfeld; Eduardo Jordão; Egon Bockmann Moreira; Floriano de Azevedo Marques Neto; Gustavo Binenbojm; Jacintho Arruda Câmara; José Vicente Santos de Mendonça e Vera Monteiro. Em conjunto com Rafael Wallbach Schwind, coordenou a obra Parcerias Público-Privadas: reflexões sobre os 10 anos da Lei 11.079//2004 (RT, 2. ed., 2022). Em 2019, coordenou a coletânea Direito da Infraestrutura. Estudos de Temas Relevantes com Marco Aurélio de Barcelos. Juntamente com Arnoldo Wald e Cesar Augusto Guimarães Pereira organizou a obra O Direito Administrativo na Atualidade. Estudos em homenagem ao centenário de Hely Lopes Meirelles (Malheiros, 2017). Em conjunto com Cesar Augusto Guimarães Pereira, coordenou as obras Brazil Infrastructure Law (Eleven International Publishing, 2016) e O Regime Diferenciado de Contratações Públicas: Comentários à Lei nº 12.462 e ao Decreto nº 7.581 (Fórum, 2. ed., 2013). Publicou ainda Emenda dos Precatórios: fundamentos de sua inconstitucionalidade (Fórum, 2010), com Carlos Valder do Nascimento, e traduziu a obra L'État post-moderne, de Jacques Chevallier, para a língua portuguesa (O Estado Pós-Moderno, Fórum, 2009).  
É advogado sócio-fundador de Justen, Pereira, Oliveira & Talamini Sociedade de Advogados, árbitro da Câmara de Arbitragem e Mediação da Federação das Indústrias do Estado do Paraná e da International Chamber of Commerce - ICC , membro da Red Iberoamericana de Contratación Pública, da Public Contracts in Legal Globalization Network, do Núcleo de Estudos sobre Federalismo e Relações Intergovernamentais , do Grupo Brasileiro da Association Henri Capitant des Amis de la Culture Juridique Française   e da Academia Paranaense de Letras Jurídicas. É Coordenador Nacional de projetos na área de Licitações e Contratos Administrativos da Escola Nacional de Advocacia – ENA. Em 2018, foi nomeado para compor a Comissão de Juristas responsáveis pela elaboração do anteprojeto de reforma da Lei de Improbidade Administrativa (Lei 8.429/1992). É professor do IDP. 

## Formação
Marçal Justen Filho graduou-se na Faculdade de Direito da Universidade Federal do Paraná (1973-1977) e figura na restrita lista de alunos notáveis da instituição. É Mestre (1984) e Doutor (1985) em Direito pela Pontifícia Universidade Católica de São Paulo (PUC-SP), foi visiting fellow no Instituto Universitário Europeu em Florença, Itália (1999) e visiting researcher na Yale Law School (2010/2011).  